# Campoctonus carinatus
Campoctonus carinatus là một loài tò vò trong họ Ichneumonidae.